# Hypsoropha monilis
Hypsoropha monilis là một loài bướm đêm trong họ Erebidae.